# Karl Bernhardovics Radek

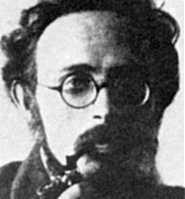
Karl Bernhardovics Radek

Karl Bernhardovics Radek, eredeti nevén Karl Sobelsohn (Lemberg, 1885. október 31. – 1939. május 19.) zsidó származású, németül alkotó újságíró, bolsevik pártvezető, a Komintern egyik vezéralakja.

## Élete

### Ifjúsága
Lembergben (ma Lviv, Ukrajna) született zsidó családban. A 'Radek' nevet Stefan Żeromski egyik könyvéből vette fel. Saját visszaemlékezése szerint 13 éves koráig hitt Istenben, kedvenc könyvei Gotthold Ephraim Lessing és Heinrich Heine művei voltak. Gimnazistaként olvasta Karl Marxot, Karl Kautskyt, Ferdinand Lassalle-t. 1898-ban belépett az Oroszországi Szociáldemokrata Munkáspártba. A gimnáziumból kirúgták, de végül letette az érettségit.

### A baloldalon
1902-ben beiratkozott a Jagelló Egyetem jogi karára. Ekkor ismerkedett meg Rosa Luxemburggal, Adolf Warskival és Feliksz Dzerzsinszkijjel. 1904-ben Svájcba utazott, itt találkozott Leninnel, Plehanovval és Zinovjevvel. Az 1905-ös varsói felkelés szervezésében is részt vett; utána letartóztatták. Másfél év börtönre ítélték. A börtönben tanult meg oroszul. 1908-ban, szabadulása után Brémába utazott, és belépett a szociáldemokrata pártba. 1909-ben otzovista álláspontot hirdetett: úgy látta, hogy a világháború be fog következni, és a békére tett kísérletek teljesen feleslegesek. A II. Internacionálé koppenhágai kongresszusán is ezt hirdette, ám Lenin ezt az álláspontot nem fogadta el. 1910 és 1913 között a német szociáldemokrata irányzatot szervezte, Berlinben, Lipcsében és Brémában. Ekkoriban veszett össze Dzerzsinszkijjel, majd Rosa Luxemburggal is. Nem szerették Radek „bohémságát”, hirtelen irányváltásait. 1912-ben a pártpénztár hűtlen kezelésével is megvádolták, s már Friedrich Eberttel (német birodalmi elnök 1919-1925) is összezördült.
A háború kitörésekor végig „internacionalista”, békepárti állásponton volt. 1914 novemberétől kapcsolatban állt Leninnel. A német szociáldemokraták helyett a bolsevikokkal kezdett szimpatizálni, Leninnel együtt írt a Vorbotébe. 1916-ban rövid időre összevesztek ugyan, de 1917 eljére rendeződött a viszonyuk.

### A Komintern élén
Az októberi fordulat után Moszkvába utazott. A breszt-litovszki béke aláírását nem támogatta. A béke után a Külügyi Népbiztosság közép-európai osztályát vezette. Ezután Németországba utazott, ahol részt vett a Németország Kommunista Pártja (Kommunistische Partei Deutschlands – KPD) alapító kongresszusán. A Spartakus-felkelés leverése után letartóztatták. 1920 januárjában tért vissza a  Szovjetoroszországba. Ez év márciusában választották be a Komintern Végrehajtó Bizottságába. 1922-ben előadásokat tartott a német szociáldemokrácia történetéből az egyetemeken. A X. kongresszuson megszavazta a frakciók betiltásáról szóló határozatot. Az 1920-as években a Komintern és a bolsevik párt nemzetközi szerepét akarta erősíteni. 1923-ban a Trockij vezette baloldaliakhoz csatlakozott, ezért 1924 tavaszán, a XIII. kongresszuson nem választották be a Központi Bizottságba, a Komintern V. kongresszusán pedig egyenesen jobboldali elhajlónak nevezték. 1927 decemberében, a XV. pártkongresszuson végül kizárták a pártból. Az elsők közt hagyta cserben Trockijt, de így is Szibériába száműzték.

### Az utolsó évek
1931-ben visszavették a pártba. Amikor 1932-ben az eszer Blumkin eljuttatta hozzá Trockij levelét, Radek egyből továbbította azt Sztálinnak. Blumkint kivégezték. A Kirov-gyilkosság utáni tisztogatások áldozata lett: 1936 augusztusában letartóztatták, és a tizenhetek perén, 1937 januárjában tárgyalták az ügyét. Mivel a börtönben saját maga írta meg vallomását, Sztálin csak tíz évet adatott neki. Radeket a gulagon ölték meg, 1939-ben.
1988-ban, a XXVII. pártkongresszuson rehabilitálták.

## Művei
- A világforradalom fejlődése (1919)
- A német forradalom fejlődése és a kommunista párt feladatai (1920)
- A német forradalomban 1909-től 1919-ig (1921)

### Magyarul
- A szocializmus fejlődése a tudománytól a valóságig; ford. Boross F. László; MSZP, Bp., 1919 (Kommunista könyvtár)
- Mit mond a 3. Internacionale a magyarországi proletárforradalomról? Zinovjev G. és Radek K. cikkei. A Kommunista Internacionale Nyugateurópai Titkárságának felhívása; bev., utószó Kun Béla; OKP M. Agit. Oszt. Közp. Irod., Moszkva, 1920 (Kommunista könyvtár)
- Zinovjev–Radek: Mit mond a III. Internacionálé a magyarországi proletárforradalomról? / A III. Internacionálé nyugateurópai titkárságának felhívása valamennyi ország proletárjához; bev., utóhang Kun Béla; Kommunisták Német-ausztriai Pártja, Wien, 1920
- Lehullottak az álarcok; ford. Kiska V.; Németországi Kommunista Párt Magyar Csoportja, Berlin, 1921 (Kommunista kiskönyvtár)